# Président de la république démocratique du Congo
Ne doit pas être confondu avec Président de la république du Congo.
Le président de la république démocratique du Congo (en swahili : Rais wa Jamhuri ya Kidemokrasia ya Kongo ; en lingala : Mokonzi wa Engumba ya Kongó Demokratíki ; en tshiluba : Mukalenga wa ditunga dia Kongo wa Mungalata) est le chef de l’État de la République démocratique du Congo et le commandant en chef des forces armées du pays.
La fonction de président de la RDC existe depuis la première loi fondamentale congolaise de 1960. Toutefois, les pouvoirs attachés à cette fonction ont varié durant les années, allant d'un rôle limité dans la branche exécutive, avec un Premier ministre, jusqu'à un pouvoir omniprésent. Conformément à la Constitution actuelle, la présidence est la plus haute institution en RDC. 
Le président de la République est protégé par la Garde républicaine.
Félix Tshisekedi est l'actuel titulaire de la fonction depuis le 25 janvier 2019.

## Histoire

### Première République
À la suite de l'indépendance en 1960, le Congo avait une période de quatre ans pour obtenir une constitution définitive. La Constitution du 1er août 1964, dite « Constitution de Luluabourg », définit un État fédéral au régime parlementaire, le multipartisme et un Parlement à deux chambres. Elle fut rédigée par une commission présidée par Joseph Ileo. Cette commission constitutionnelle était composée par Marcel Lihau comme secrétaire général, et plusieurs jeunes universitaires : Étienne Tshisekedi, Barthélemy Dipumba, Albert Mpase, Umba di Lutete, Paul Muhona, Henri Takizala, etc.

### Deuxième République
La Constitution du 24 juin 1967, ou Constitution de la Deuxième République, dite « Constitution révolutionnaire », définit un État unitaire au régime présidentiel, prévoit au moins deux partis politiques et un parlement monocaméral, c'est-à-dire une seule Assemblée nationale. Elle fut élaborée par Marcel Lihau. Dans les faits, il n'y eut qu’un parti unique.
- Révisée le 17 avril 1970 (Ordonnance-Loi no 70/025) ;
- révisée le 15 aout 1974 (Ordonnance-Loi no 74/020) ;
- révisée le 15 février 1978 ;
- révisée le 19 février 1980 (Ordonnance-Loi no 80/007) ;
- révisée le 15 novembre 1980 (Ordonnance-Loi no 80/012) ;
- révisée le 31 décembre 1982 (Ordonnance-Loi no 82/004) ;
- amendée en avril 1990.

### Transition
L'Acte constitutionnel de la transition d'avril 1994 (texte intégral) (ou Constitution de la transition) a été rédigé par la Conférence nationale souveraine en avril 1992, pour permettre une transition démocratique. Celle-ci a été abrogée par Laurent-Désiré Kabila, lors de la prise de pouvoir de ses forces rebelles de l'AFDL, le 17 mai 1997. Depuis 1997, et jusqu'à la fin officielle de la 2e guerre du Congo en 2003, la RDC a connu les textes constitutionnels qui suivent :
- décret-loi de mai 1997, par Laurent-Désiré Kabila (texte intégral) ;
- acte constitutionnel de la transition de novembre 1998 ;
- constitution de transition d'avril 2003.

La Constitution de transition (texte intégral) était encore en vigueur jusqu'à ce que le projet de Constitution soit adopté les 18 et 19 décembre 2005 et promulgué le 18 février 2006. Certaines de ses dispositions restent cependant en vigueur jusqu'à l'application complète des dispositions de la Constitution promulguée le 18 février 2006.

## Mode de scrutin
Le président de la République est élu pour un mandat de cinq ans renouvelable une seule fois au scrutin uninominal majoritaire à un tour depuis l'amendement en janvier 2011 de l'article 71 de la Constitution. Il avait auparavant lieu en deux tours si aucun candidat ne décrochait la majorité absolue au premier.
L'article 72 dispose que les candidats doivent posséder la nationalité congolaise et être âgés d'au moins trente ans.
Selon l'article 65 de la Constitution, le président reste en fonction jusqu’à la fin de son mandat qui, sauf cas de force majeure reconnue et déclarée par la Cour constitutionnelle, doit coïncider avec la prise de fonction effective de son successeur élu. Si le mandat présidentiel expire sans qu'un nouveau président soit élu, le président sortant reste ainsi en place jusqu'à l'organisation du scrutin.

## Pouvoirs et attributions

Drapeau du président de la république démocratique du Congo.

La république démocratique du Congo est un régime semi-présidentiel. Les pouvoirs et attributions du président de la République, accordés directement par la constitution, sont les suivants :
- le président de la République est le chef de l'État. Il est le symbole de l'unité nationale, il veille au respect de la constitution. Il est le  garant de la nation, il veille par son arbitrage au bon fonctionnement des institutions.  Ainsi, il garantit la continuité de l'État, l'indépendance nationale, l'intégrité du territoire national et le respect des traités et accords internationaux (article 69 de la constitution) ;
- le président de la République nomme le Premier ministre issu de la majorité parlementaire et peut mettre fin à ses fonctions sur démission de celui-ci ; il nomme tous les membres du gouvernement sur proposition du Premier ministre. Le président de la République peut nommer un informateur pour identifier la majorité parlementaire ; celui-ci a un délai de 30 jours renouvelable une fois (article 78 de la constitution) ;
- le président de la République peut décréter l'état d'urgence ou la guerre à un autre État après consultation avec le président de l'Assemblée nationale et le président du Sénat (articles 85 et 86 de la constitution) ;
- le président de la République veille à la souveraineté et à l'intégrité de l'État contre toutes menaces ;
- le président de la République est le chef suprême des forces armées et de la police nationale (article 83 de la constitution) ;
- le président de la République est le magistrat suprême ;
- le président de la République convoque le Conseil des ministres ; en cas d'empêchement, il délègue ce pouvoir au Premier ministre ;
- le président de la République promulgue les lois dans les conditions prévues par la constitution ; il statue par voie d'ordonnance (article 79 de la constitution) ;
- en cas de crise persistantes entre le gouvernement et l'Assemblée nationale, le président de la République peut, après consultation du Premier ministre et du président de l'Assemblée nationale et du Sénat, déclarer la dissolution du parlement (article 148 de la constitution) ;
- le président de la République investit les gouverneurs et les vice-gouverneurs de province élus dans un délai de 15 jours conformément à l'article 198 de la constitution (article 80 de la constitution) ;
- le président de la République a le pouvoir de nommer et révoquer de leurs fonctions les personnes suivantes :

1. les ambassadeurs et les envoyés extraordinaires ;
2. les officiers généraux et supérieurs des forces armées et en la police nationale ;
3. le chef d'état major général, le chef d'état major et les commandants des grandes unités des forces armées ;
4. les hauts fonctionnaires de l'administration publique ;
5. les responsables des services et établissements publics ;
6. les mandataires de l'État dans les entreprises et organismes publics, excepté les commissaires aux comptes (article 81 de la constitution) ;

- le président de la République peut nommer et révoquer les magistrats du siège et du parquet sur proposition du Conseil supérieur de la magistrature (article 82) ;
- le président de la République exerce le  droit de grâce ; il peut remettre, commuer ou réduire les peines (article 87 de la constitution).

## Organisation de la présidence de la République
La présidence de la république démocratique du Congo compte un effectif total de 6 728 personnes reparties comme suit:
- Bureau du président de la République (1 personne) ;
- Cabinet du président de la République (712 personnes) ;
- Maison militaire (69 personnes) ;
- sécurité interne ;
- Comité national de sécurité (563 personnes) ;
- Comité national de coordination de la lutte contre le terrorisme international ;
- Bureau des services des conseillers spéciaux ;
- Bureau du conseiller spécial chargé de la bonne gouvernance et de la lutte contre la corruption (54 personnes) ;
- Office privé du chef de l'État (91 personnes) ;
- clinique de la Cité de l'Union africaine (70 personnes) ;
- Secrétariat général (1 321 personnes) ;
- services personnels ;
- Journal officiel (349 personnes) ;
- communication présidentielle et porte-parole du chef de l'État ;
- presse présidentielle ;
- Service national (2 122 personnes) ;
- Réserves stratégiques générales (337 personnes) ;
- Domaine agro-industriel de la Nsele (105 personnes) ;
- Fonds social de la République (74 personnes) ;
- Inspection générale des finances (336 personnes) ;
- Cabinet du ministre près le président de la République ;
- Agence pour le développement et la promotion du projet Grand Inga (30 personnes) ;
- Direction des invalides de guerre (388 personnes) ;
- Mécanisme national de suivi de l'accord-cadre d'Addis-Abéba (65 personnes).

## Avantages après la présidence
Une fois son mandat achevé, l'ancien président de la République devient de droit sénateur à vie au Sénat de la république démocratique du Congo, selon la loi sur le statut des anciens Présidents de la République élus, promulguée le 26 juillet 2018. En plus de sa qualité de sénateur à vie, il recevra tous les avantagés liés à sa précédente fonction : pension spéciale, allocation annuelle, soins de santé, rente de survie, rente d'orphelin, habitation décente, cinq véhicules, service de sécurité, etc. ; il est réputé inattaquable en justice pour tous les actes commis dans l'exercice de ses fonctions. Pour tout acte posé en dehors de ses fonctions de chef de l'État, il ne pourrait être poursuivi en justice qu’après l'approbation des deux tiers des membres du Parlement réuni en congrès.

## Président